# Fabriciola flammula
Fabriciola flammula är en ringmaskart som beskrevs av Rouse 1993. Fabriciola flammula ingår i släktet Fabriciola och familjen Sabellidae. Inga underarter finns listade i Catalogue of Life.